# Municipio de Allegheny (condado de Somerset)
El municipio de Allegheny (en inglés: Allegheny Township) es un municipio ubicado en el condado de Somerset en el estado estadounidense de Pensilvania. En el año 2000 tenía una población de 654 habitantes y una densidad poblacional de 4.9 personas por km².

## Geografía
El municipio de Allegheny se encuentra ubicado en las coordenadas 40°01′00″N 78°47′29″O / 40.01667, -78.79139.

## Demografía
Según la Oficina del Censo en 2000 los ingresos medios por hogar en la localidad eran de $30,875 y los ingresos medios por familia eran $38,000. Los hombres tenían unos ingresos medios de $25,536 frente a los $17,321 para las mujeres. La renta per cápita para la localidad era de $14,970. Alrededor del 14,9% de la población estaban por debajo del umbral de pobreza.